# Autographa amurica
Autographa amurica är en fjärilsart som beskrevs av Otto Staudinger 1892. Autographa amurica ingår i släktet Autographa och familjen nattflyn. Inga underarter finns listade i Catalogue of Life.